# Futuna (Wallis und Futuna)
Futuna ist eine 46 km² große, nordöstlich von Fidschi im Südpazifik gelegene Insel vulkanischen Ursprungs, die zum französischen Übersee-Territorium Wallis und Futuna gehört. Die Insel bildet zusammen mit der südöstlich gelegenen kleineren Nachbarinsel Alofi und einigen vorgelagerten Riffen den Archipel der Horn-Inseln.
Auf der Insel befindet sich mit dem Mont Puke, der eine Höhe von 524 m erreicht, die höchste Erhebung des Überseegebiets Wallis und Futuna.
Leava ist Hauptort des traditionellen Königreichs Sigave im Norden und Westen der Insel (der Süden und Osten sowie die Nachbarinsel Alofi werden vom Königreich Alo eingenommen) sowie Hauptort der gesamten Insel. Größter Ort ist jedoch nicht Leava, sondern Ono an der Südküste im Königreich Alo mit 504 Einwohnern. Insgesamt leben auf Futuna 3063 Bewohner (Stand 1. Januar 2023) bei rückläufiger Tendenz.

## Geschichte
Siehe Abschnitt „Geschichte“ unter Horn-Inseln.

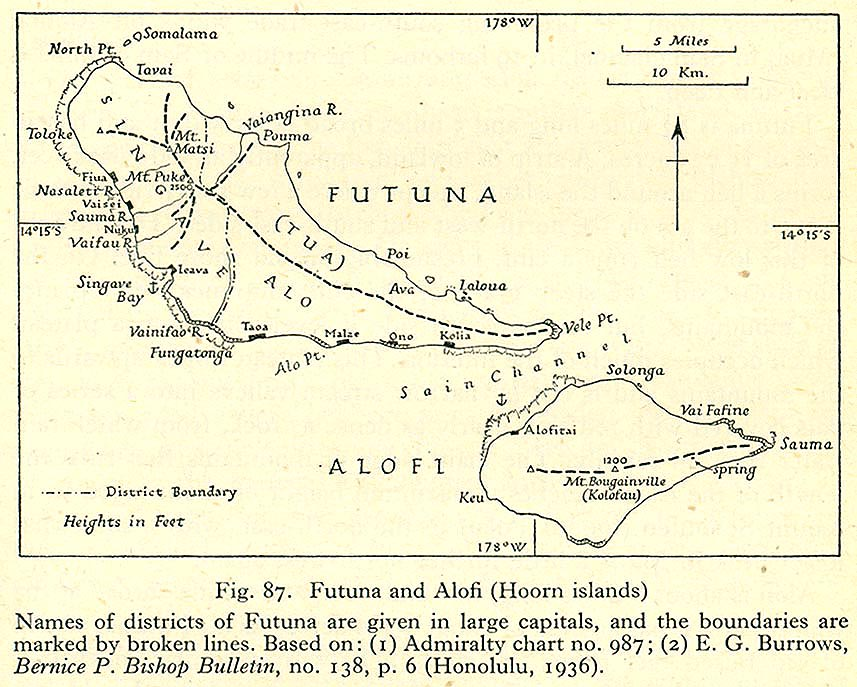
Historische Karte der Horn-Inseln Futuna and Alofi